# 페케뇨 세울
페케뇨 세울(Pequeño Seúl)은 멕시코 멕시코시티에 위치한 코리아타운으로, 도시의 한국계 교민 대부분이 밀집해 사는 소나 로사(Zona Rosa) 부근에 위치하고 있다. '페케뇨 세울'이란 스페인어로 "리틀 서울", 즉 "작은 서울"을 의미한다. 지역 신문 Reforma에 의하면 소나 로사 지역에 사는 한국인의 수는 최소 5,000명에 달한다.

## 같이 보기
- 재멕시코 한국인
- 코리아타운